# Smardzewo (województwo zachodniopomorskie)
Smardzewo (kaszb. Smardzewò, niem. Schmarsow) – wieś w Polsce położona w województwie zachodniopomorskim, w powiecie sławieńskim, w gminie Sławno.
Zabytek: park dworski z II poł. XIX w. w stylu naturalistycznym. 
W latach 1975–1998 miejscowość położona była w województwie słupskim.